# 3D Touch

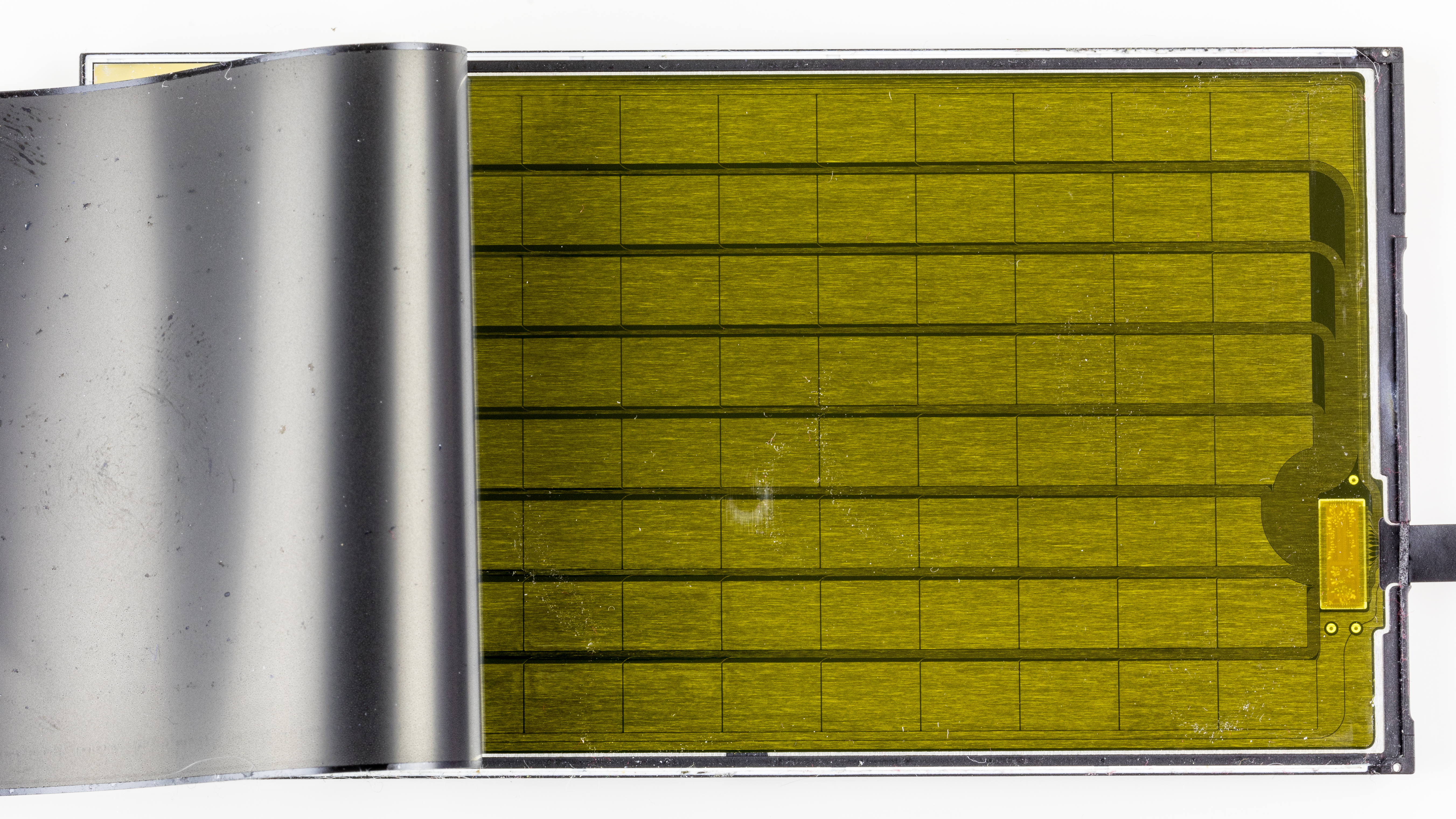
3D Touch-Sensor in einem iPhone 6s

3D Touch ist eine Technologie für Smartphones des US-amerikanischen Unternehmens Apple für dessen iPhones, die mit dem iPhone 6s in die Produktreihe eingeführt wurde. Sie bietet dem Anwender die Möglichkeit, durch verschieden starken Druck auf das berührungsempfindliche Display drei verschiedene Funktionen auszuführen. Dies wird durch kapazitive Sensoren ermöglicht, die sich hinter dem Display befinden. Diese messen den Abstand zu der Oberfläche des Displays.
Die Druckempfindlichkeit kann bei den Geräten in den Einstellungen individuell für den Benutzer angepasst werden.
Das iPhone XR besitzt diese Technik nicht mehr. Das iPhone XS (Max) ist das jüngste iPhone mit 3D-Touch. Die am 10. September 2019 im Rahmen einer Keynote von Apple vorgestellten iPhones 11 bzw. 11 Pro (Max) verwenden Haptic Touch, eine Art simuliertes 3D Touch, das bei längerem Drücken weitere Funktionen ermöglicht, wobei die Stärke des Drucks keine Rolle mehr spielt.

## Anwendungsbereiche
Unterstützt wird die Erkennung v. a. in systemnahen Anwendungen und Einstellungsdialogen. Mittlerweile gibt es auch viele Mobile Apps, die 3D Touch ebenfalls unterstützen, um eine differenziertere Nutzersteuerung zu ermöglichen.